# Berthe di Vito-Delvaux
Berthe di Vito-Delvaux (Kinkempois, Angleur, Lieja, 17 de maig de 1915 - 2 d'abril de 2005) va ser una prolífica compositora belga del segle xx, amb més de 200 creacions. El seu estil s'emmarca entre el neoclassicisme i el post-impressionisme: sempre va mantenir-se fidel als principis clàssics i el folklorisme, mentre rebutjava l'atonalitat i el dodecafonisme.

## Biografia
Va néixer al poble de Kinkempois, prop de la ciutat de Lieja. El seu pare, ebenista de formació especialitzat en la venda i reparació de pianos i organista amateur, va haver de deixar al marge els prejudicis masclistes quan va adonar-se del gran talent musical que posseïa la seva filla. Als quinze anys va entrar al Conservatori de Lieja i, tot i casar-se a la tendra edat de 18 anys, mai va voler deixar al marge la seva formació com a música.
Després de guanyar alguns premis menors com a compositora (entre els quals el "Marie de la Ville de Liège", dedicat al contrapunt i la fuga), Vito-Delvaux decideix preparar-se per al Premi de Roma, sota la direcció del professor Léon Jongen, del Conservatori de Brusseles.El guanyarà l'any 1943, gràcies a la cantata "La navigation d'Ulisses". Passada la guerra, la compositora s'instal·la a Hasselt, abans de retornar a Lieja per ensenyar harmonia al conservatori.
El 1962, el SABAM (Societat d'autors i editors a Bèlgica) li atorgava una distinció per la totalitat de la seva obra coral. Després de la seva jubilació el 1981, Berthe di Vito-Delvaux es consagrà a altres activitats culturals: la galeria d'art que va fundar, "Mnémosyne", va ser al mateix temps sala de concerts i lloc de trobada on descobrir joves talents emergents. Actualment és un important centre promotor de la música belga.

## Obra
Les seves obres comprenen més de 150 números d'opus, des d'obres orquestrals i música de cambra fins a obres corals. És remarcable també la producció escènica de Vito-Delvaux: vuit òperes, dos ballets i nombrosos exemples de músiques escèniques. En comunió amb l'Opéra de Ghent, en particular, va poder estrenar i difondre la major part de drames lírics, entre els quals destaquem "Abigaïl" (opus 45) i "Spoutnik" (opus 82), aquest últim estrenat per tres directors successivament.
Si haguéssim de definir el seu estil musical, ens decantaríem pel compost post-impressionisme; la compositora belga va restar sempre fidel a la formació clàssica i al marge de determinats corrents d'avantguarda. Tot i que va ser una gran admiradora de Puccini, Prokofiev i Messenet, de Vito es manté dins uns cànons compositius més aviat clàssics: ni l'atonalisme ni el dodecafonisme apareixen al seu catàleg, tot i que sí que hi ha nombroses referències al folklore flamenc o való.
Algunes de les obres del seu catàleg són les següents:

### Obres escèniques
- La Malibran, òpera romàntica en 3 actes i 2 escenes, op. 29 (1944-6) amb text de N. De Sart
- Les amants de Sestos, drama líric en 2 actes i 3 escenes, op. 37 (1949) amb text de F. Bodson
- Un jour de vacances, ballet, op. 73
- Abigail, òpera amb text de J. De Sart. Actes 1, 3 i 4 op. 45 (1950-1951) i acte 2 op. 74 (1956)
- Le semeur du mal, ballet en dos actes, op, 77 (1975)
- Spoutnik, òpera en un acte, op. 82 (1959) amb text de Clément Morraye
- Sous le chapiteau, ballet, op 83 (1959)
- Pourquoi, ballet en 2 actes, op. 85 (1960) amb coreografia de A. Bourdaloue
- Magda: “L'ange dans les ténpebres”, òpera-ballet en 4 actes, op.87 (1961) amb text de J. De Sart.
- Spel van Munsterbilzen, música incidental, op. 92 (1963)
- Le miroir, ballet en 4 escenes soobre La 4a dimensió (B. Lotigiers), op. 134 (1974)
- Grétry, òpera comique en tres actes, op. 137 (1975-6) amb text de J.Schetter.
- Monsieur Grétri ou les mémoires d'un solitaire, òpera, op. 140 amb text de Marcelle Dambremont

### Obres orquestrals
- Imatges d'Espanya, op. 13 (1941)
- Improvisació i finale, op. 30, per a pianoforte i orquestra (1944)
- Obertura dramàtica, op. 32 (1945)
- L'amant timide, op. 34, per a orquestra de cambra (1946)
- Caprici op.43a per a orquestra de cambra (1949)
- Variacions sobre el tema “Te Hasselt de baan”, op. 78, per a orquestra de corda (1957)
- Dos concerts per a trompa, op. 93 (1963) i op.100 (1965)
- Concert per a piano op.120 (1969)
- Nellovim, op. 123, per a trompeta i orquestra (1970)
- Variacions sobre Un vieux cramignon, op.132 (1972)

### Obres corals
- L'enfant prodigue, cantata per a cor i orquestra, op.10 (1940) amb text de H. Liebrecht
- Héro et Léandre, cantata per a cor i orquestra, op. 11 (1940) amb text de Bodson
- Gethsemani, oratori per a cor i orquestra, op. 132 (1972) amb text de S. Berth

### Música de cambra i instrument solista
- Sonata per a piano op.7, (1939)

- Suite per a clarinet i piano, op. 14 (1941)
- Suite per a piano i fagot op.15 (1941)
- Suite per a quartet de corda, op. 35 (1947)
- Sonata per a viola, op. 60 (1953)
- Sonatina per a clarinet i piano, op. 61 (1953)
- Suite per a piano, op. 63 (1954)
- Sonata per a violí, op. 81 (1959)
- Suite per a quartet de vent fusta, op.98 (1965)
- 3 moviments per a dos pianos, op. 99 (1965)
- 3 sonatines per a piano, op.102 (1965), op. 108 (1966) i op. 110 (1966)
- Quintet de vent fusta, op.112 (1966)

### Cançons
- 6 melodies, op. 1 (1938)

- Èxtasi: 6 cants d'amor, op. 25 (1943) amb text de N. De Sart
- La font encantada, per a soprano i piano, op. 41 (1949) amb text de S. Boussa
- L'amor victoriós, per a soprano i piano, op. 46 (1951) amb text de Bodson
- Núvols grisos, núvols blaus, op.80 (1959) amb text de C. Morraye
- L'estimada, op.106 (1965) amb text de M. Carême.
- 6 melodies, op.31 (1972) de S. Berth
- Carnaval per a mezzo o baríton i percussió, op. 138 (1978) amb text de M. L. Voilier

## Premis i reconeixement
- Premi "Maria" de la ciutat de Lieja (1938)
- Premi "Modeste Grétry", concedit per la seva obra lírica a càrrec de SABAM (1962)
- Premi de consagració de la província de Lieja (1978)